# 拉尔吉艾马尔松奈
拉尔吉艾马尔松奈（法語：Largillay-Marsonnay）是法国汝拉省的一个市镇，位于该省中南部，属于隆斯勒索涅区。该市镇总面积6.98平方公里，2009年时的人口为194人。

## 人口
拉尔吉艾马尔松奈人口变化图示